# Stor-Kustjärnen
Stor-Kustjärnen är en sjö i Sundsvalls kommun i Medelpad och ingår i Indalsälvens huvudavrinningsområde.